# ArteKino Festival
ArteKino Festival est un festival de cinéma numérique européen créé en 2016 par la Fondation Arte Kino en coopération avec le Festival Scope mis en place par Mathilde Henrot et Alessandro Raja,.
Ce festival propose le visionnage gratuit d'une sélection d'au moins dix films sortis dans l'année (ou les années précédentes) et soumis aux vote du public européen via internet dans le courant du mois de décembre. Les films sont visibles sur la chaine de télévision Arte ou sur la plateforme Festival Scope sur inscription, et dans quelques salles de cinéma européennes. Plus de 40 pays européens sont concernés. Les films sont diffusés avec six sous-titrages au choix : français, allemand, anglais, espagnol, italien et polonais. Ce prix du public (« prix Nespresso du public » la première année, puis « prix du public », et enfin « prix du public européen »), qui est doté, a pour but d'aider les jeunes réalisateurs à financer de nouveaux projets et encourager les distributeurs à diffuser des films d'auteur en salle pour des œuvres qui en trouvent difficilement le chemin. En 2019, le « Prix du Jury Jeunes » s'ajoute au précédent, décerné par un jury de jeunes européens âgés de 18 à 25 ans. C'est la première initiative de festival de cinéma en ligne en Europe.

## 2016
50 000 spectateurs sont invités à voter pour le Prix Nespresso du Public, seuls juges des productions indépendantes européennes repérées dans les grands festivals internationaux,
| Titre                          | Réalisateur               | Prix                                | Autre titre                | Pays      | Sortie |
| ------------------------------ | ------------------------- | ----------------------------------- | -------------------------- | --------- | ------ |
| Safari                         | Ulrich Seidl              |                                     |                            | Autriche  | 2016   |
| I tempi felici verranno presto | Alessandro Comodin (it)   |                                     | Happy Times Will Come Soon | Italie    | 2016   |
| Wild                           | Nicolette Krebitz         |                                     | Sauvage                    | Allemagne | 2016   |
| La Mort de Louis XIV           | Albert Serra              |                                     | The Death of Louis XIV     | Espagne   | 2016   |
| John From                      | João Nicolau (pt)         |                                     |                            | Portugal  | 2015   |
| Dobra zena                     | Mirjana Karanović         | Prix Nespresso du public (50 000 €) | A Good Wife                | Serbie    | 2016   |
| La Jeune Fille sans mains      | Sébastien Laudenbach      |                                     |                            | France    | 2016   |
| Suntan                         | Argyris Papadimitropoulos |                                     |                            | Grèce     | 2016   |
| Fatima                         | Philippe Faucon           |                                     |                            | France    | 2015   |
| Bella e perduta                | Pietro Marcello           |                                     |                            | Italie    | 2015   |

## 2017
La seconde édition d’ArteKino Festival se déroule du 1er au 17 décembre. Les dix films de la sélection seront projetés à la Cinémathèque française. Avec un public  majoritairement féminin et âgé de 25 à 34 ans, cette deuxième édition d’ArteKino Festival a rassemblé plus de 120 000 visiteurs européens,.
| Titre                   | Réalisateur                | Prix                      | Autre titre                     | Pays      | Sortie |
| ----------------------- | -------------------------- | ------------------------- | ------------------------------- | --------- | ------ |
| Helle Nächte            | Thomas Arslan              |                           | Bright Nights                   | Allemagne | 2017   |
| Chevalier               | Athiná-Rachél Tsangári     |                           |                                 | Grèce     | 2015   |
| Colo                    | Teresa Villaverde          |                           | Contre ton cœur                 | Portugal  | 2017   |
| Bezbog                  | Ralitza Petrova            |                           | Godless                         | Bulgarie  | 2016   |
| Inimi cicatrizate       | Radu Jude                  |                           | Cœurs cicatrisés Scarred Hearts | Roumanie  | 2016   |
| Jätten                  | Johannes Nyholm (sv)       |                           | The Giant                       | Suède     | 2016   |
| Ostatnia rodzina        | Jan P. Matuszynski (en)    |                           | The Last Family                 | Pologne   | 2016   |
| Soleil battant          | Laura et Clara Laperrousaz |                           |                                 | France    | 2017   |
| Vivir y otras ficciones | Jo Sol (es)                | Prix du public (30 000 €) | Living and Other Fictions       | Espagne   | 2016   |
| Frost                   | Šarūnas Bartas             |                           |                                 | Lituanie  | 2017   |

## 2018
Les films sont dorénavant disponibles gratuitement sur le site artekinofestival.com et sur les applis ArteKino et Google Play. Les sous-titrages s'enrichissent de 4 langues supplémentaires cette année : ukrainien, roumain, hongrois et portugais,
| Titre                                    | Réalisateur                 | Prix                      | Autre titre                                                 | Pays        | Sortie |
| ---------------------------------------- | --------------------------- | ------------------------- | ----------------------------------------------------------- | ----------- | ------ |
| 24 Wochen                                | Anne Zohra Berrached        | Prix du public (30 000 €) | 24 Weeks                                                    | Allemagne   | 2016   |
| Flesh Memory                             | Jacky Goldberg              |                           |                                                             | France      | 2018   |
| Van valami furcsa és megmagyarázhatatlan | Gábor Reisz                 |                           | For Some Inexplicable Reason Pour des raisons inexplicables | Hongrie     | 2014   |
| Il cratere                               | Silvia Luzi et Luca Bellino |                           |                                                             | Italie      | 2017   |
| L'Animale                                | Katharina Mückstein         |                           |                                                             | Autriche    | 2018   |
| Le Ciel flamand                          | Peter Monsaert              |                           |                                                             | Belgique    | 2016   |
| Twarz                                    | Małgorzata Szumowska        |                           | Mug                                                         | Pologne     | 2018   |
| Pin Cushion                              | Deborah Haywood             |                           |                                                             | Royaume-Uni | 2017   |
| Pity                                     | Babis Makritis              |                           |                                                             | Grèce       | 2018   |
| wos guet geit                            | Cyril Schäublin             |                           | Those Who Are Fine, Ceux qui vont bien                      | Suisse      | 2017   |

## 2019
Nouveau prix ajouté au précédent : le « Prix du Jury Jeune », décerné par un jury de jeunes européens âgés de 18 à 25 ans, en partenariat avec Erasmus+. Cette quatrième édition d'Arte Kino Festival a engrangé 48 122 visionnages (sur les 50 000 places disponibles), soit une augmentation de 35 % par rapport à l'édition 2018. Il y a désormais près de 80 000 inscrits sur artekinofestival.com,.
| Titre               | Réalisateur            | Prix                               | Autre titre | Pays      | Sortie |
| ------------------- | ---------------------- | ---------------------------------- | ----------- | --------- | ------ |
| Messi and Maud (en) | Marleen Jonkman        |                                    |             | Pays-Bas  | 2017   |
| Chanson triste      | Louise Narboni         |                                    |             | France    | 2019   |
| Thirty              | Simona Kostova         |                                    |             | Allemagne | 2019   |
| Stitches            | Miroslav Terzic        |                                    |             | Serbie    | 2019   |
| Jajda               | Svetla Tsotsorkova     |                                    | Thirst      | Bulgarie  | 2015   |
| Ruth                | Antonio Pinhao Botelho |                                    |             | Portugal  | 2018   |
| Selfie              | Agostino Ferrente      |                                    |             | Italie    | 2018   |
| Normal              | Adele Tulli            |                                    |             | Suisse    | 2019   |
| Sons of Denmark     | Ulaa Salim             | Prix du jury jeunes (10 000 €)     |             | Danemark  | 2019   |
| Psychobitch         | Martin Lund            | Prix du public européen (20 000 €) |             | Norvège   | 2019   |

## 2020
Dix longs métrages sont proposés en dix versions linguistiques aux internautes de 45 pays européens et ont comptabilisé 67 603 vidéos vues, soit une augmentation de 47 % par rapport à 2019,.
| Titre                         | Réalisateur                    | Prix                               | Autre titre         | Pays                                 | Sortie |
| ----------------------------- | ------------------------------ | ---------------------------------- | ------------------- | ------------------------------------ | ------ |
| Gimtine                       | Tomas Vengris                  | Prix du public européen (20 000 €) | Motherland          | Lituanie, Lettonie, Allemagne, Grèce | 2019   |
| Cat in the Wall               | Vesela Kazakova et Mina Mileva |                                    |                     | Royaume-Uni, Bulgarie                | 2019   |
| Ivana Grozna                  | Ivana Mladenović (pl)          |                                    | Ivana the Terrible  | Roumanie, Serbie                     | 2019   |
| O gios tis Sofias             | Elina Psikou                   | Prix du jury jeunes (10 000 €)     | Son of Sofia        | Grèce, Bulgarie, France              | 2017   |
| Lessons of Love               | Chiara Campara                 |                                    |                     | Italie                               | 2019   |
| Zentralflughafen THF          | Karim Aïnouz                   |                                    | Central Airport THF | Allemagne, France, Brésil            | 2018   |
| Sébastien Tellier: Many Lives | François Valenza               |                                    |                     | France                               | 2020   |
| Negative Numbers              | Uta Beria                      |                                    |                     | Géorgie, France, Italie              | 2019   |
| Love Me Tender                | Klaudia Reynicke               |                                    |                     | Suisse                               | 2019   |
| Full Contact                  | David Verbeek                  |                                    |                     | Pays-Bas, Croatie Allemagne          | 2015   |

### 2021
Douze longs métrages (dix sur YouTube Arte Cinéma) sont proposés dans les six langues d'Arte Europe aux internautes de trente-deux pays européens et ont comptabilisé 2,5 millions de vidéos vues dont 880 000 sur Arte.tv et 1,7 million sur YouTube Arte Cinéma,.
| Titre                              | Réalisateur             | Prix                               | Autre titre          | Pays                                                   | Sortie |
| ---------------------------------- | ----------------------- | ---------------------------------- | -------------------- | ------------------------------------------------------ | ------ |
| Mów mi Marianna                    | Karolina Bielawska      |                                    | Call me Marianna     | Pologne                                                | 2015   |
| Inner Wars                         | Masha Kondakova         |                                    |                      | Ukraine, France                                        | 2020   |
| Jiyan                              | Süheyla Schwenk (de)    |                                    |                      | Allemagne                                              | 2019   |
| LOMO : The Language of many others | Julia Langhof           |                                    |                      | Allemagne                                              | 2017   |
| Nocturnal                          | Nathalie Biancheri (en) | Prix du jury jeunes (10 000 €)     |                      | Royaume-Uni                                            | 2019   |
| Oaza                               | Ivan Ikic               |                                    | Oasis                | Serbie, Pays-Bas, Slovénie, Bosnie-Herzégovine, France | 2020   |
| Petit Samedi                       | Paloma Sermon-Daï       |                                    |                      | Belgique                                               | 2021   |
| Sami, Joe und ich                  | Karin Heberlein (de)    | Prix du public européen (20 000 €) | Sami, Joe and I      | Suisse                                                 | 2020   |
| Gli ultimi a vederli vivere        | Sara Summa              |                                    | The Last to See Them | Allemagne                                              | 2019   |
| Uppercase print                    | Radu Jude               |                                    |                      | Roumanie                                               | 2020   |
| Koly padayut dereva                | Maryssia Nikitiouk      |                                    | When The Trees Fall  | Ukraine, Pologne, Macédoine du Nord                    | 2016   |
| Wood And Water                     | Jonas Bak (de)          |                                    |                      | Allemagne                                              | 2021   |

### 2022
Cette édition 2022 a généré 1,9 million de vues sur Arte.tv et 493 000 sur YouTube, soit une progression de 20 % sur les pays hors France et Allemagne,.
| Titre                                                    | Réalisateur        | Prix                               | Autre titre   | Pays                | Sortie |
| -------------------------------------------------------- | ------------------ | ---------------------------------- | ------------- | ------------------- | ------ |
| Crai nou                                                 | Alina Grigore      |                                    | Blue Moon     | Roumanie            | 2021   |
| Colors of Tobi                                           | Alexa Bakony       |                                    |               | Hongrie             | 2021   |
| Destello bravío                                          | Ainhoa Rodríguez   |                                    | Mighty Flash  | Espagne             | 2021   |
| El Planeta                                               | Amalia Ulman       |                                    |               | Espagne, États-Unis | 2021   |
| Heavy Metal Dancers                                      | Gretta Sammalniemi |                                    |               | Allemagne           | 2021   |
| Hyperland                                                | Mario Sixtus (de)  |                                    |               | Allemagne           | 2021   |
| I giganti                                                | Bonifacio Angus    |                                    |               | Italie              | 2021   |
| Linhas Tortas                                            | Rita Nunes (pt)    | Prix du public européen (20 000 €) | Crooked Lines | Portugal            | 2019   |
| L'Animographe, ou je suis né dans une boîte à chaussures | Thierry Dejean     |                                    |               | France              | 2021   |
| Sanremo                                                  | Miroslav Mandic    |                                    |               | Slovénie, Italie    | 2020   |
| Summer Survivors                                         | Marija Kavtaradze  | Prix du jury jeunes (10 000 €)     |               | Lituanie            | 2018   |
| Heroji radnicke                                          | Milos Pusic        |                                    |               | Serbie              | 2022   |

### 2023
| Titre                   | Réalisateur                               | Prix                               | Autre titre                            | Pays                   | Sortie |
| ----------------------- | ----------------------------------------- | ---------------------------------- | -------------------------------------- | ---------------------- | ------ |
| A sibila                | Eduardo Brito                             |                                    | La Sibylle                             | Portugal               | 2022   |
| Wszystkie nasze strachy | Lukasz Ronduda (pl) et Lukasz Gutt (pl)   |                                    | Nos peurs et nos espoirs               | Pologne                | 2021   |
| Dog                     | Yianna Americanou                         |                                    |                                        | Chypre, Grèce          | 2021   |
| Mi vacío y yo           | Adrian Silvestre                          |                                    | Mon vide et moi                        | Espagne                | 2022   |
| Semret                  | Caterina Mona (de)                        |                                    |                                        | Suisse                 | 2022   |
| Den siste våren         | Franciska Eliassen                        | Prix du jury jeunes (10 000 €)     | Sister, What Grows Where Land Is Sick? | Norvège                | 2022   |
| Splendid Hotel          | Pedro Aguilera                            |                                    | Splendide Hôtel : un voyant en enfer   | France, Espagne, Maroc | 2023   |
| Sundays                 | Alethea Avramis                           |                                    |                                        | France, Grèce          | 2019   |
| Vamos a la Playa        | Bettina Blümner                           | Prix du public européen (20 000 €) |                                        | Allemagne              | 2022   |
| Fishbone                | Dragomir Sholev                           |                                    |                                        | Bulgarie, Roumanie     | 2021   |
| Ladybitch (de)          | Paula Knüpling (de) et Marina Prados (de) |                                    |                                        | Allemagne              | 2022   |
| Niemand ist bei den     | Sabrina Sarabi (de)                       |                                    | À corps perdu                          | Allemagne              | 2021   |

### 2024
| Titre                         | Réalisateur                | Prix                    | Autre titre | Pays               | Sortie |
| ----------------------------- | -------------------------- | ----------------------- | ----------- | ------------------ | ------ |
| Do You Love Me?               | Tonya Noyabrova (uk)       |                         |             | Ukraine            | 2023   |
| Le Pire Homme de Londres      | Rodrigo Areias (de)        |                         |             | Portugal           | 2024   |
| Pink Moon                     | Floor van der Meulen       | Prix du jury jeunes     |             | Pays-Bas, Slovénie | 2022   |
| Amanda                        | Carolina Cavalli (en)      | Prix du public européen |             | Italie             | 2022   |
| Medium                        | Christina Loakeimidi       |                         |             | Bulgarie, Grèce    | 2023   |
| County Lines                  | Henry Blake                |                         |             | Royaume-Uni        | 2019   |
| Black Stone                   | Spiros Jacovides           |                         |             | Grèce              | 2023   |
| Somewhere over the Chemtrails | Adam Koloman Rybanský (cs) |                         |             | République tchèque | 2022   |
| Le prince                     | Lisa Bierwirth             |                         |             | Allemagne          | 2021   |
| Nomades du nucléaire (de)     | Kilian Armando Friedrich   |                         |             | Allemagne          | 2023   |
| Inland                        | Fridtjof Ryder (de)        |                         |             | Royaume-Uni        | 2022   |
| Agathe, Solange et moi        | Louise Narboni             |                         |             | France             | 2023   |